# Eddy Miath
Eddy Miath est un chanteur originaire des Antilles. Son style de musique est le zouk.

## Discographie
Fair Play
(album sorti le 17 juin 1997)
1. Sa Bon
2. Je Survivrai
3. Vini
4. Sex-Symbol
5. Bel Ou Te Bel
6. Jaden D'Eden
7. Groove N'Love
8. Pli Fo
9. A A Pa Fot An Mwin

Inter Jones
(album sorti le 11 septembre 2000)
1. Careless Whisper
2. Dis-Moi Pourquoi
3. Hello
4. Poesie d'Amour
5. Mwin Sav
6. Corps a Corps
7. C'mon Baby
8. Fantasme
9. Trop Fragile